# 裴敬彝
裴敬彝（?—?），唐朝绛州闻喜县（今山西省闻喜县）人。
裴敬彝曾祖裴子通，隋朝开皇年间太中大夫。母亲去世，结庐墓侧，哭泣没有节制，眼睛失明。有白鸟结巢坟树。裴子通弟兄八人，以友悌著名，皇帝下诏旌表其门，乡人称为“义门裴氏”。
裴敬彝年少聪敏，七岁能写文章，性情端谨，宗族推重，号称为“甘露顶”。十四岁时，侍御史唐临为河北巡察使，裴敬彝之父裴智周时为内黄县令，被部下告发，裴敬彝去见唐临诉冤。唐临令他作词赋，词赋非常工整。裴智周之罪开释，唐临表荐裴敬彝，补陈王府典签。裴智周在官任上暴亡，裴敬彝当时在长安，忽然泣涕不食，对亲近人说，父母每有病痛，自己会感到不安。现在心悸而痛，事情不可测了。于是请回家，发现父亲已经去世，哀痛过礼。事奉母亲也是以孝顺知名。
乾封初年，担任监察御史。母亲得病，医生许仁则，足病不能乘马，裴敬彝用肩舆抬着他治疗母亲。母亲去世，朝廷诏赠缣帛，官造灵舆。服丧结束，拜著作郎，兼修国史。仪凤年间，自中书舍人，历任吏部侍郎、太子左庶子。武则天临朝，为酷吏陷害，流放岭南而卒。